# Brad Tapper
Brad Tapper (né le 27 avril 1978 à Scarborough, dans la province de l'Ontario au Canada) est entraîneur de hockey sur glace, ainsi que joueur de hockey professionnel retraité. Il disputera dans sa carrière un peu plus de 500 matchs et est aujourd'hui entraineur-chef de l'équipe professionnelle de la capitale de la Slovaquie - Bratislava - le HC Slovan.

## Carrière
Brad Tapper s'aligne durant trois saisons avec les Engineers de Rensselaer, club universitaire évoluant dans la division ECAC Hockey du championnat de la NCAA., avant de devenant joueur professionnel en 2000, où il signe en tant qu'agent libre avec les Thrashers d'Atlanta. Rejoignant pour le reste de la saison les Solar Bears d'Orlando de la Ligue internationale de hockey, il remporte avec ces derniers la Coupe Turner remise au champion des séries éliminatoires de la LIH.
Partageant la saison suivante entre les Thrashers et leur nouveau club-école, les Wolves de Chicago de la Ligue américaine de hockey, il remporte au terme de cette saison la Coupe Calder avec les Wolves. Tapper dispute une saison de plus entre Atlanta et Chicago avant d'être échangé au cours de la saison 2003-2004 aux Sénateurs d'Ottawa, il rejoint alors leur club affilié, les Senators de Binghamton.
Alors qu'un lock-out paralyse les activités de la LNH pour l'entière saison 2004-2005, Tapper rejoint alors l'Allemagne et s'aligne pour les Ice Tigers de Nuremberg de la DEL. Il reste en DEL pour une saison de plus, évoluant alors avec les Scorpions de Hanovre.
De retour en Amérique du Nord en 2006, il ne dispute que cinq rencontres avec les Phantoms de Philadelphie de la LAH avant de retourner en Allemagne avec les Scorpions. Il dispute deux saisons de plus en DEL avec les Iserlohn Roosters avant de se retirer de la compétition.
Au terme de sa carrière de joueur, il revient en Amérique et accepte le poste d'entraîneur-chef pour les Rangers de North York de la Ligue canadienne centrale de hockey. Il reste en poste une saison avant de se joindre en tant que coentraîneur aux Canadiens Junior de Toronto de la Ligue de hockey junior de l'Ontario.

## Statistiques en club
| Saison    | Équipe                   | Ligue  |    | Saison régulière | Saison régulière | Saison régulière | Saison régulière | Saison régulière |   | Séries éliminatoires | Séries éliminatoires | Séries éliminatoires | Séries éliminatoires | Séries éliminatoires |
| Saison    | Équipe                   | Ligue  | PJ | B                | A                | Pts              | Pun              | PJ               | B | A                    | Pts                  | Pun                  |                      |                      |
| 1997-1998 | Engineers de Rensselaer  | ECAC   | 34 | 14               | 11               | 25               | 62               |                  |   |                      |                      |                      |                      |                      |
| 1998-1999 | Engineers de Rensselaer  | ECAC   | 35 | 20               | 20               | 40               | 60               |                  |   |                      |                      |                      |                      |                      |
| 1999-2000 | Engineers de Rensselaer  | ECAC   | 37 | 31               | 20               | 51               | 81               |                  |   |                      |                      |                      |                      |                      |
| 2000-2001 | Thrashers d'Atlanta      | LNH    | 16 | 2                | 3                | 5                | 6                |                  |   |                      |                      |                      |                      |                      |
| 2000-2001 | Solar Bears d'Orlando    | LIH    | 45 | 7                | 9                | 16               | 39               | 2                | 0 | 0                    | 0                    | 2                    |                      |                      |
| 2001-2002 | Thrashers d'Atlanta      | LNH    | 20 | 2                | 4                | 6                | 43               |                  |   |                      |                      |                      |                      |                      |
| 2001-2002 | Wolves de Chicago        | LAH    | 14 | 12               | 26               | 62               | 19               | 3                | 4 | 7                    | 42                   |                      |                      |                      |
| 2002-2003 | Thrashers d'Atlanta      | LNH    | 35 | 10               | 4                | 14               | 23               |                  |   |                      |                      |                      |                      |                      |
| 2002-2003 | Wolves de Chicago        | LAH    | 28 | 9                | 14               | 23               | 42               | 9                | 1 | 3                    | 4                    | 10                   |                      |                      |
| 2003-2004 | Wolves de Chicago        | LAH    | 20 | 1                | 8                | 9                | 26               |                  |   |                      |                      |                      |                      |                      |
| 2003-2004 | Senators de Binghamton   | LAH    | 29 | 9                | 12               | 21               | 26               |                  |   |                      |                      |                      |                      |                      |
| 2004-2005 | Ice Tigers de Nuremberg  | DEL    | 50 | 26               | 23               | 49               | 101              | 6                | 0 | 2                    | 2                    | 18                   |                      |                      |
| 2005-2006 | Scorpions de Hanovre     | DEL    | 46 | 9                | 21               | 30               | 165              | 8                | 2 | 4                    | 6                    | 64                   |                      |                      |
| 2006-2007 | Phantoms de Philadelphie | LAH    | 5  | 3                | 1                | 4                | 4                |                  |   |                      |                      |                      |                      |                      |
| 2006-2007 | Scorpions de Hanovre     | DEL    | 25 | 6                | 17               | 23               | 38               | 6                | 2 | 2                    | 4                    | 18                   |                      |                      |
| 2007-2008 | Iserlohn Roosters        | DEL    | 49 | 18               | 30               | 48               | 167              | 7                | 1 | 5                    | 6                    | 26                   |                      |                      |
| 2008-2009 | Iserlohn Roosters        | DEL    | 17 | 6                | 9                | 15               | 45               |                  |   |                      |                      |                      |                      |                      |
| Totaux    | Totaux                   | Totaux | 71 | 14               | 11               | 25               | 72               |                  |   |                      |                      |                      |                      |                      |

## Honneurs et trophées
- ECAC Hockey
  - Nommé dans la première équipe d'étoiles en 2000.
- NCAA
  - Nommé dans la deuxième équipe d'étoiles de l'est des États-Unis en 2000.
- Ligue internationale de hockey
  - Vainqueur de la Coupe Turner avec les Solar Bears d'Orlando en 2001.
- Ligue américaine de hockey
  - Vainqueur de la Coupe Calder avec les Wolves de Chicago en 2002.

## Transactions en carrière
- 11 avril 2000 : signe comme agent libre avec les Thrashers d'Atlanta.
- 6 janvier 2004 : échangé par les Thrashers aux Sénateurs d'Ottawa en retour de Daniel Corso.
- 22 juillet 2004 : signe comme agent libre avec les Ice Tigers de Nuremberg.
- 26 juin 2006 : signe comme agent libre avec les Flyers de Philadelphie.
- 29 novembre 2006 : assigné aux Ice Tigers de Nuremberg par les Flyers.
- 3 juillet 2007 : signe comme agent libre avec les Iserlohn Roosters.